# Zespół Filmowy Panorama
Zespół Filmowy Panorama – polskie studio produkcji filmów powstałe 1 stycznia 1972 roku. Studio zakończyło działalność w styczniu 1975 roku. Kierownikiem artystycznym był Jerzy Passendorfer.

## Filmografia
- 1975
  - Jarosław Dąbrowski
- 1974
  - Zwycięstwo
  - Zaczarowane podwórko
  - Wieczne pretensje
  - Urodziny Matyldy
  - Koniec wakacji
  - Kochajmy się
  - Janosik
  - Godzina za godziną
- 1973
  - Stawiam na Tolka Banana
  - Sekret
  - Przyjęcie na dziesięć osób plus trzy
  - Na niebie i na ziemi
  - Janosik (serial tv)
  - Jak to się robi
  - Hubal
  - Godzina szczytu
- 1972
  - Skarb trzech łotrów
  - Przeprowadzka
  - Podróż za jeden uśmiech
  - Anatomia miłości